# كونترا
الكونترا (بالإنجليزية: Contras) كانت من مختلف الجماعات المتمردة الممولة من اليمينية والمدعومة من الولايات المتحدة، والتي كانت نشطة من عام 1979 إلى أوائل التسعينات في معارضة الاشتراكية الساندينية من المجلس العسكري لإعادة الإعمار الوطني في نيكاراغوا. وبين مجموعات الكونترا المنفصلة، ظهرت قوة الديمقراطية النيكاراغوية (الدفاع الوطني). في عام 1987، وحدت جل المنظمات الكونترية، على الأقل إسمياً، إلى «المقاومة النيكاراغوية».
خلال حربهم ضد حكومة نيكاراغوا، ارتكبت الكونترا عدداً كبيراً من انتهاكات حقوق الإنسان، واستخدمت أساليب إرهابية، وقد استطاعت تنفيذ أكثر من 1300 هجمة إرهابية. وكثيراً ما نفذت هذه الإجراءات بشكل منتظم على أنها جزء من إستراتيجية الكونترا. مؤيدي الكونترا حاولوا التقليل من أهمية هذه الانتهاكات، لا سيما إدارة ريغان في الولايات المتحدة، التي شاركت في حملة دعاية بيضاء لتغيير الرأي العام لصالح الكونترا، بينما كانت تشجع الكونترا سراً لمهاجمة أهداف مدنية.